# 僕に、会いたかった
『僕に、会いたかった』（ぼくに、あいたかった）は、2019年5月10日公開の日本映画。監督は錦織良成。TAKAHIRO（EXILE）が映画単独初主演。
島根県・隠岐諸島を舞台に、漁での事故で記憶を失い漁に出られなくなった島で一二を争う凄腕漁師の主人公が、島留学でやってきた高校生との交流を通じて、島の人々の優しさに触れるうちに、新しい自分を見つけ出す家族の絆と再生を描く物語。
撮影は西ノ島町と海士町で2018年春に行われた。

## キャスト
- 池田徹：TAKAHIRO
- 木村めぐみ : 山口まゆ
- 横山愛美：柴田杏花
- 福間雄一：板垣瑞生
- 山内武：浦上晟周
- 永見千夏：小野花梨
- 宮本裕子
- 吉野由志子
- 川村紗也
- 斉藤陽一郎
- 清水宏
- 山下容莉枝
- 坂本雄太：秋山真太郎
- 池田由紀子：黒川芽以
- 門脇大：小市慢太郎
- 池田信子：松坂慶子

## スタッフ
- 監督：錦織良成
- エグゼクティヴ・プロデューサー：EXILE HIRO
- 脚本：錦織良成、秋山真太郎
- 音楽：瀬川英史
- 製作：森雅貴、宮崎伸夫、多湖慎一、勝股英夫、渡辺章仁、壹岐正、真鍋和彦、坂口𠮷平、田部長右衛門
- 製作調整：清水洋一
- プロデューサー：川崎隆、鈴木大介、秋山真太郎
- Co.プロデューサー：加藤良治、上本蓉、飯田雅裕、安川唯史、杉本直樹
- キャスティング・ディレクター：杉野剛
- 撮影：金子正人
- 照明：吉角荘介
- 録音：西岡正巳
- 美術装飾：酒井拓磨
- 編集：栗谷川純
- 整音：田辺邦明
- 記録：吉田純子
- 衣裳デザイン：岡田敦之
- 助監督：山内健嗣
- 宣伝：ミラクルヴォイス、ガイエ
- 配給：LDH PICTURES
- 制作プロダクション：LDH JAPAN、護縁
- 制作協力：ユニークブレインズ、ENTER the DEE
- 製作：「僕に、会いたかった」製作委員会（LDH JAPAN、朝日新聞社、メ〜テレ、エイベックス・ピクチャーズ、ローソン、長崎文化放送、日本海テレビジョン放送、山陰放送、山陰中央テレビジョン放送）

## 主題歌
浜田真理子「天使のはしご」
作詞・作曲：浜田真理子 / 編曲：浜田真理子、久保田麻琴